# Red Letter Media
Red Letter Media (Eigenschreibweise auch RedLetterMedia) ist ein US-amerikanisches Videoproduktionsunternehmen, das verschiedene Webserien produziert, welche sich in unkonventionellen Formaten mit Filmkritik befassen. Thematisiert werden überwiegend Filme aus den Genres Science-Fiction, Fantasy und Horror, wobei sowohl Blockbuster als auch Low-Budget-Produktionen behandelt werden.
Red Letter Media wurde 2004 von Mike Stoklasa in Scottsdale gegründet und später nach Wisconsin verlegt. Aufmerksamkeit erlangte das Unternehmen mit ab 2007 auf YouTube veröffentlichten Kritiken von Star-Trek- und Star-Wars-Filmen, die in eine satirische Rahmenhandlung eingebettet waren. Rich Evans analysiert darin als verwahrloster Rentner Harry S. Plinkett, zusammen mit Stoklasa und Bauman als VHS-Reparateure, die aus seiner Sicht qualitativ minderwertigen neueren Fortsetzungen der genannten Filmreihen und arbeitet strukturelle Gründe für die mindere Qualität dieser Produktionen heraus. In unregelmäßigen Abständen werden weitere Reviews aus dieser Reihe veröffentlicht.
Seit 2011 produziert Red Letter Media die Webserie Half in the Bag, in der Filmreviews im Dialog zwischen den Darstellern Mike Stoklasa und Jay Bauman präsentiert werden. Die Rahmenhandlung entwickelt sich um die von den Darstellern verkörperten Mitarbeiter einer Videorekorder-Reparaturfirma, die über Jahre hinweg die Reparatur des VHS-Rekorders des senilen Mr. Plinkett (Rich Evans) hinauszögern.
Seit 2013 werden in der Webserie Best of the Worst Low-Budget-Filme vorgestellt und hinsichtlich ihres (in der Regel unfreiwilligen) Unterhaltungswertes bewertet. Dabei wird zugunsten einer detaillierten Vorstellung der Filme auf eine Rahmenhandlung verzichtet. Das Panel besteht neben Mitwirkenden von Red Letter Media oft aus Gästen. So waren unter anderem bereits der Low-Budget-Filmemacher Len Kabasinski, der Filmregisseur Max Landis, der Komiker Patton Oswalt und der Schauspieler Macaulay Culkin zu Gast.
Das Unternehmen hat neben einigen ähnlich aufgebauten weiteren Webserien mit unterschiedlichen Schwerpunkten (z. B. Re:View) mehrere Low-Budget-Spielfilme veröffentlicht, unter anderem Feeding Frenzy (2010) und Space Cop (2016).
Red Letter Media ist als Limited Liability Company geführt und hat seinen Sitz in Oak Creek (Wisconsin).